# 百慕達三角
百慕達三角（英語：The Triangle (miniseries)）；又稱魔鬼三角，位於北大西洋的馬尾藻海，是由英屬百慕達群島、美屬波多黎各及美國佛羅里達州南端所形成的三角形海域，面積約116萬平方公里（45萬平方英里）。巴哈馬絕大多數的領土位於這片海域或附近區域。而百慕達三角附近海域是世界上最繁忙的海域之一，船隻經常穿越此地，以抵達位於美洲、歐洲和加勒比海地區的港口。較可信的資料來源並不認為這片區域有任何神秘之處；此外，2013年世界自然基金会做了一項研究，該項研究中列舉出了全球十個最危險的海域，而百慕達三角並未名列其中；換句話說，百慕達三角並非神秘或危險的海域。
传说，百慕大三角屡次发生飞机和船只的神秘失踪事件，但研究不支持這種說法，然而因為種種的傳言，在百慕達三角發生的失蹤事件，及因為傳言而出現的種種神祕氛圍，已成為大眾文化的一部分，失踪事件甚至被认为是外星生物、四維時空或超自然现象导致。而百慕達三角相關的傳說，也經常被各種影視作品改編、引用。

## 傳聞歷史

### 首批敘述
E.V.W. Jones在1950年最先提及百慕達三角的失蹤事件，作為美聯社有線服務的花邊新聞，是關於近來船隻的失蹤情況的，Jones的報導記錄了該地區的艦艇、飛機以及各種軍事用途的交通工具的神祕失蹤事件，並將事件歸咎於「魔鬼三角」，隨後，作者George X. Sand在1952年也將事件報導，概述了幾宗不可思議的船隊失蹤事件，刊登於《命運》雜誌，但「百慕達三角」（Bermuda Triangle）一詞卻一直到1964年才被文森特·加迪斯的一篇文章裡首次使用，刊登於《大商船隊》雜誌。

### 備受質疑
批評人士指控1974年暢銷書《百慕達三角》的作者貝立茲對於某些神祕失蹤事件的過份誇大（貝立茲當時並未提出任何對於超自然現象的解釋），並辯稱相較於其他海域，百慕達三角並未再傳出更多的失蹤事件，隨後，倫敦勞合社也表示，百慕達三角不再是最危險的海域，且行經此區域的船隻，也不曾再提出保險索賠，而美國海岸防衛隊方面也證實了此說法。质疑越来越少。

## 科學研究

### L.卡斯楚的研究
萊利卡斯楚是一名圖書館管理員，在19號機隊事件發生後，不少學生向他查找百慕達三角的資料，令他大惑不解，於是聯同亞利桑那州立大學，著手研究先前的報告，Lawrence Kusche的研究後來在1975年出版的《百慕達三角之謎：已解開》（The Bermuda Triangle Mystery: Solved）一書中展示。
Kusche的研究顯示，不論是貝立茲的記述，還是目擊者、參與者、涉案者等眾多人的陳述，都有許多錯誤、矛盾，他還注意到，案件的相關資料沒有記述，例如：駕駛遊艇環遊世界的唐納克勞赫斯特船長失蹤事件，被貝立茲寫成謎團，實情是，Crowhurst可能因偽造航海帳目而自殺，又如礦砂船事件，貝立茲就推論為，在駛出大西洋一港口後的第三日不見蹤影，但事實上，那艘船是在太平洋的港口失蹤的，Kusche更發現，有更多失蹤事件是發生在百慕達三角以外的地點，卻被貝立茲寫為發生在百慕達三角內，隨後，也有許多研究者提出貝立茲之所以會這樣做，很可能是為了使自己的書更暢銷。
Kusche的研究得出幾個結論：
- 按比例來說，百慕達三角的船隻和飛機的失蹤數字，並不顯著高於其他海洋地區。
- 在熱帶風暴頻繁的地區，其失蹤事件的數字是不成比例、不可靠、不可思議的。
- 失蹤事件的數字被草率的研究所誇大，如小船的失蹤報導出來，卻未提及事件的結果，可能是誤期或折返。
- 已證實的失蹤事件，屢次在貝立茲的記述中被誤報，例如：船隻據稱當時天氣平靜，與當時刊載的天氣報告顯然不符。[1]

### 更多相關回應
英國第四台的約翰·西蒙斯（John Simmons of Geofilms）在1992年為《分點》（Equinox）系列製作《百慕達三角》（The Bermuda Triangle）的節目時，曾詢問倫敦劳合社說百慕達三角一帶是否有不尋常大量的船隻沉沒，結果勞合社的人說大量的船隻並未在該海域沉沒，而他們也並未給行經該海域的船隻收取更高的保險費，而美国海岸警卫队的紀錄也證實了這結論；事實上，在考慮常態行經該地的船隻和飛機的數量後，可能在當地發生的失蹤案例，在數量上並不特別顯著。

## 对失踪现象的解释
主流研究认为百慕達三角并没有特别之处，但一些人坚持认为百慕達三角有不寻常的船隻和飛機的失蹤，并给出一些诸如平行宇宙/时空扭曲等可能的原因。

### 可燃冰
一些失蹤事件的解說集中於大陸礁層上的大片可燃冰。1981年，美國地質調查所出版了一份論文(Gas Hydrate Papers by USGS Staff)，是關於遠離美國東南岸的布雷克海脊地區的水合物現象的。甲烷間歇的噴發可能產生水氣層，而這些水氣無法提供船隻適當的浮力。如果以上是真的，在船隻周圍形成這樣的區域會造成船隻快速且毫無預警的沉沒。實驗室裡的試驗已經證明氣泡確實會減少水的密度而使模型船下沉，室外實驗也證明可使小船沉沒，但是這項效應因為物理牽涉，在實際尺寸的大船可能不會發生；此外，根據美國地質調查局的研究，在過去15,000年當中，百慕達三角海域並未出現過大規模甲烷噴發的現象。

### 潮汐波
研究顯示，潮汐波（又稱畸形波）可捲至30公尺（100英尺）高，足以在瞬間打沉大船。潮汐波非常罕見，但在一些洋流，潮汐波就偶爾發生。現在，潮汐波被假定為近年許多船舶無故失蹤的成因。
有研究表示一些潮汐波是因為甲烷的大氣泡上升到水面。這種巨大的氣泡會產生是因為甲烷在海底排出時堵住，然後氣壓增加到最後氣體突然爆破並快速的升到海面，因此產生潮汐。研究顯示這樣的氣泡可以極輕易和快速地使模型船沉沒。這樣就確定了交通工具失事的原因；但如上所述，在過去15,000年當中，百慕達三角海域並未出現過大規模甲烷噴發的現象。

### 無形颮
一種類似微下擊暴流的天氣型態，以神出鬼没聞名，遭遇者難有生存機會。

## 著名事件

### 美國海军19號機隊

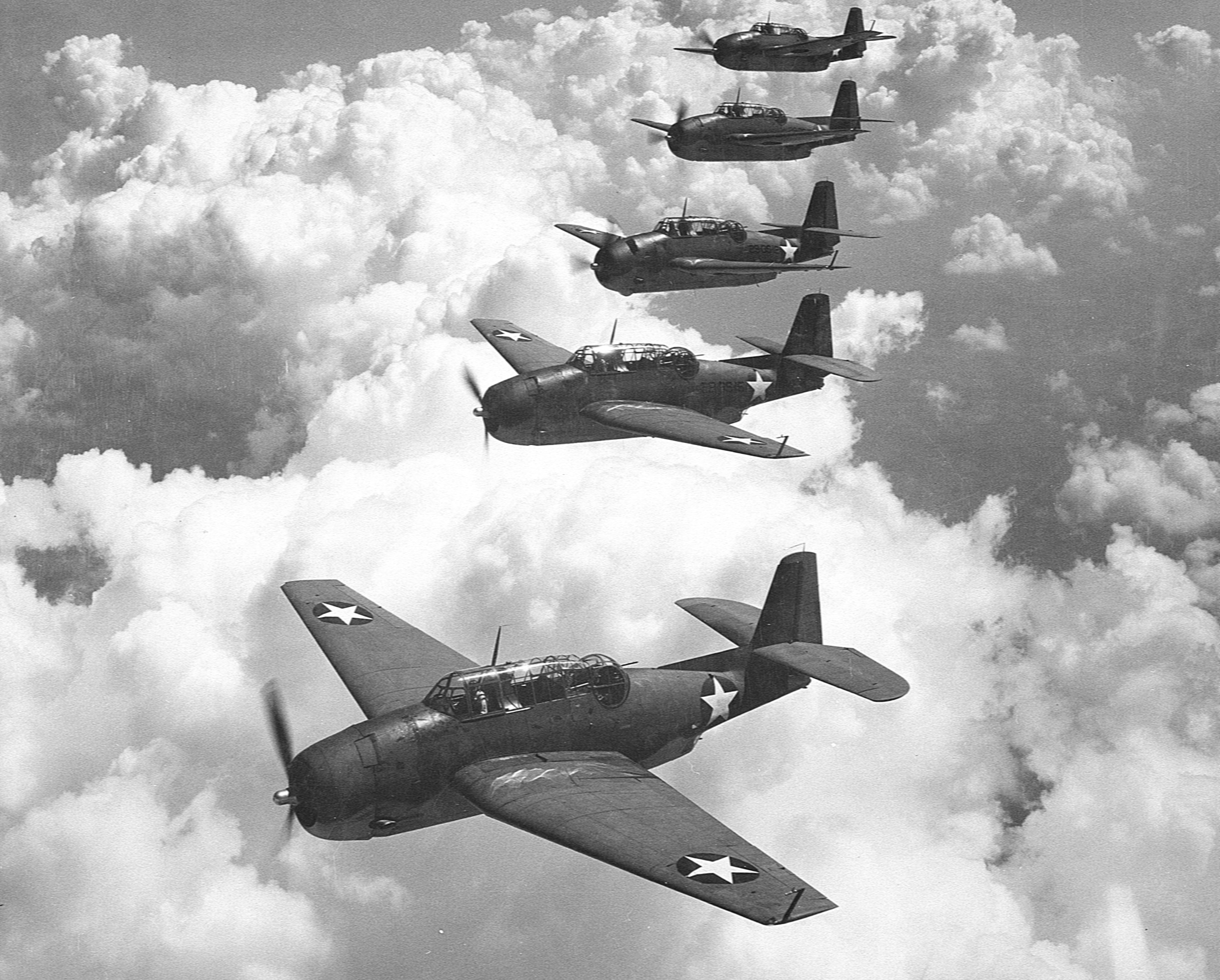
美國海軍TBF Grumman 復仇者式轟炸機機隊,與19號機隊相似。這幅照片經常用作描述19號機隊的形象

百慕達三角事件中，以美國海军19號機隊事件最為著名。1945年12月5日，一支由有五架美國海軍TBM復仇者式轟炸機（U.S. Navy TBF Avenger）組成了14人的訓練飛行中隊離開了佛羅里達州勞德代爾堡。據貝立茲书称领队機上是一位海軍飛行專家，這個說法並不完全正確。此外，貝立茲稱復仇者轟炸機的設計足以長時間浮在水上，而據報意外翌日天氣清朗，海面平靜，理應發現飛機殘骸才對。然而，不只沒有發現這些飛機，就連出動搜救的海軍PBM-5 Mariner水上飛機也失蹤了。而海軍的調查報告說因為「未確知的原因」引致意外，使事件更耐人尋味。
几个月后的500页海军调查报告指出：
- 泰勒错把他看到的几个小岛当成佛羅里達礁島群，因此错误认为他正在墨西哥湾上空向北飞。
- 泰勒尽管是一名有经验的飞行员军官，却在海上飞时容易出错，他已经两次在太平洋上弃机被救。
- PBM-5 BuNo 59225失事是因为爆炸。

海军报告开始说这是因为泰勒的失误，但其母抗议说没有证据后改为“不明原因”。不明原因激发了人们丰富的想象。
而在BBC製作的《百慕達三角洲之謎》（The Bermuda Triangle: Beneath the Waves）節目中，證實了當年機隊是由於在航程途中受風向所影響偏離航道。以至飛行員以為自己飛到離原來預定位置220英里外的墨西哥灣（其實只是附近群島形狀近似），令飛行員們以為自己的指南針出錯，加上天氣極度惡劣的情況，使飛行員患上了「空間迷失」（一種飛行中迷失方向感的病症），在極度緊張及焦慮的情況下，即使控制塔提供正確指示，飛行員仍堅持要從「墨西哥灣駛回內陸」（但實際上是遠離並駛出大西洋）。最後，本來多花二十五分鐘的路程就回到內陸，但飛行員的決定導致隊伍作三百度轉向，在風雨之中在外海緊急降落而造成所謂的失蹤事件。節目之中描述整件事變成神秘事件的原因為：因在飛行前無法預計的強風導致航向錯誤、相似的地型而造成指南針失誤的錯覺、飛行員長期處於惡劣環境而患上「空間迷失」導致作出錯誤決定等。
關於後來出動搜救的PBM-5 Mariner水上飛機，就證實為飛機在惡劣氣候中發生空中爆炸而造成。統計已經證實該款飛機在装满油时很容易油气外泄而因為小火花而導致空中爆炸。加上當時有在該區水域航行的油轮表示，當晚曾在上空看到有爆炸聲響及閃光。并且看到海上一条长长的油带。当时的天气也非常狂暴。

### 「星虎」
一架名為「星虎」的四引擎图多尔客機（Tudor IV），在1948年1月31日清晨時份，隨著一片混亂的無線訊息而消失。
「星虎」當時搭載了29名機員及乘客，由B. W. McMillan機長，原定從英國倫敦飛往古巴哈瓦那，事發時剛離開其中一個加油點亞速群島的聖瑪麗亞島數小時。
前往百慕達途中，McMillan機長如常跟下一加油站Kindley Field聯絡，要求提供方向以調整導航系統，確定航機保持航道。當時因為獲知航機稍微偏離航道，航機於是根據百慕達從Kindley Field轉達的一級方向72度作修正。在還剩不足兩小時航程时，McMillan機長確認「星虎」的估計到達時間為早上5時，因為強勁的頭風而延後一小時；這亦是“星虎”的最後訊息。
由於知道精確的最後位置，在確定航機誤點後，營救行動馬上展開；不過飛機卻不見蹤影。
在民航局快速完成的報告中，提出了航機最後兩小時遇到的事故的多個假設，但最後都被否定了：
沒有理據假定航機因為失去無線電通訊、無法找到目的地或耗盡燃料而墜入海中。
有理由假定航機沒有發出過求救訊息，因為很多無線電接收站都有聆聽飛機用的頻道，但沒有接收站報告過有關訊息。
當時天氣穩定，沒有出現足以引致飛機結構損毀的大氣干擾，也沒有雷暴。
報告認為航機沒有偏離航道，因為根據百慕達發出的方向飛行，若有順風之助，航機應會到達離目的地三十公里範圍：
以當時的能見度，該飛機在短時間內不太可能找不到目的地。
引擎問題亦被排除，因為以當時的航程和沒有額外燃料的重量所累，即使四個引擎壞掉一個甚至兩個，飛機亦可能可以安全飛行。而報告認為飛機在兩小時內壞掉三個引擎近乎荒謬。
在大量證據（或缺乏證據）之下，調查小組講述「星虎」失蹤事件甚有技巧：
在報告的結尾，這次遇上的問題，實在是進行調查工作以來最令人困惑者。由於完全沒有任何關於「星虎」事件的性質或成因的可靠證據，法庭目前只能提出一些假設，當中沒有任何一個能談得上「很可能」，在涉及人與機械的操作中，有兩個性質大異的元素；其一是人這個不可預計的因素，我們對此未完全明白；另一個是根據十分不同的定律運作的機械因素。在兩個元素互相作用時，兩方面可能各自或同時出現問題。或者外來的原因亦可能使人或機械不能應付。我們永遠也不會知道，到底今次事故中發生過甚麼事，而「星虎」的命運只有繼續成為懸案。

## 電影／電視敘述
- 华特迪士尼公司的電視動畫《唐老鴨俱樂部》的第27集《百慕達三角混亂》中，史高治因尋找其失蹤的船艦被困在神祕的馬尾藻海。
- 時空怪客的一集中，身為飛行員的山姆飛越百慕達三角，遇上神祕的鬼船和20年前失蹤的奇特的飛機傳動裝置。
- 《Rocko's Modern Life》其中一集中，眾主角乘遊輪出海，但到了百慕達三角後，當中的年輕人變了老人，老人卻變年輕了，還出現了一個飛機狀的外星人，引起大亂。
- 《X档案》第六季有一齣《大三角》，一艘1939年的豪华客輪從百慕達三角来到今日。
- 尼克國際兒童頻道（Nickelodeon）的《正義雙親》的一集中，Timmy最危險的願望是前往百慕達三角的一個島嶼。Jorgan Von Strangle解析箇中的原因：百慕達三角是十分危險的，沒有人敢去。
- 1977年的電視連續劇《魔幻賭船》中，眾主角在不同的地方和時間旅行，嘗試離出百慕達三角。
- 1977年的《第三類接觸》電影中，一艘外星人的太空船將19號機隊的全體機員載回地球，降落在懷俄明州的魔鬼塔。復仇者飛機較早返回，深夜於索諾拉沙漠（Sonora Desert）著陸。
- 1983年的哆啦A夢大長篇《大雄的海底鬼岩城》中，百慕達三角是已經滅亡的海底人國家亞特蘭提斯所在，至今還存在著鬼岩城和鬼角彈。
- 1987年的《史酷比》的一集《A Creepy Tangle in the Bermuda Triangle》中，一群歹徒由邪惡的船長掌舵，乘船闖入了百慕達三角，捲入很多神祕事件中。
- 1987年的動畫连续剧《魔鬼剋星》的一集《Venkman's Ghost Repellers》，魔鬼剋星（Ghostbusters）被吸進一個位於紐約沿岸，類似百慕達三角的地區──新澤西平行四邊形（New Jersey Parallelogram）。
- 1989年的《百慕達三角 （页面存档备份，存于）》電影。
- 1991年的電影《愛登士家庭》，Abigail Craven嘗試將她的兒子冒充成好久不見的GordonUncle Fester，以他在百慕達三角度假期遭受失憶，解釋其長久以來的失蹤。
- 2001年的《幽靈船：神出鬼沒》電影，講述一艘船於百慕達三角失蹤，並於30年後歸來。
- 2005年12月5日，美國科幻頻道開始播放為期三篇的連續劇《三角》，連續劇講述電磁體分裂與時空洞的理論，2006年5月27日-5月29日於英國BBC放映。
- 2006年的《天才小子傑米的冒險》的一集《The Evil Beneath》，Jimmy和朋友去一個名為Bahama Quadrangle的地方旅行。
- 2013年的《波西傑克森-妖魔之海》裡有說過，百慕達三角所消失的東西都在妖魔之海的守護者「卡律布狄斯 」肚子裡。
- 2017年電影《神鬼奇航5：死無對證》，是以百慕達三角為主軸，傑克過去做的事導致薩拿薩爾的死亡，而他要回來復仇中發生的故事。

## 小說／作曲
- Barry Manilow於1981年因主唱《百慕達三角》一曲登上了英國榜第15位。
- Fleetwood Mac的《百慕達三角》一曲收錄於他們1974年的專輯《Heroes are Hard to Find》。
- DC Comics的多人線上遊戲「天堂島」（Paradise Island）中，城國由女戰士（Amazons）操控。而神奇女俠的居所正是百慕達三角。
- Marvel Comics的連續劇《Skull the Slayer（英语：Skull the Slayer）》中，有一個世界住滿了被百慕達三角吞噬的人，而百慕達三角正是僑民的陷阱。
- Milton Bradley（英语：Milton Bradley）於1975年推出一個名為「百慕達三角」的棋盤遊戲。
- Buckethead於2002年推出名為一張《百慕達三角》的音樂專輯。
- 英國漫畫《Starlord（英语：Starlord）》有一則名為《Planet of the Damned》的故事：百慕達三角扮演太空和時間的旋渦，製造了一個敵對的行星，在那裏百慕達三角的生還者在僑民環境中掙扎求存。故事以一些有記錄的失蹤事件作為背景。故事始於1987年5月13日。
- 猶太作家Peter Benchley撰寫了一部名為《島》（The Island）的長篇小說，講述一名新聞記者調查百慕達三角，發現了失蹤事件是海盜所為──與文明世界隔絕的海盜後裔靠掠劫船隻求活。1980年，該書改編成電影，由Michael Ritchie（英语：Michael Ritchie）執導，Michael Caine主演。
- Chuck Palahniuk的長篇小說《Diary（英语：Diary (novel)）》常將失蹤的事物解釋為「百慕達三角化」（"Bermuda triangulated"）。
- 英國劇作家Snoo Wilson（英语：Snoo Wilson）憑戲劇幻想曲《The Glad Hand（英语：The Glad Hand）》於1978年奪得懷丁作家獎（英语：John Whiting Award）。劇中一名南非百萬富翁僱用演員重演美國西部的加油機飛越百慕達三角的歷史，希望鼓起敵基督參與槍戰。
- 重搖滾樂隊Vengeance（英语：Vengeance）於1997年推出了一張名為《從19號班機歸來》（Back From Flight 19）的音樂專輯。
- 《百慕達三角》（The Bermuda Triangle），Charles Berlitz 著（ISBN 0-385-04114-4）：現時已絕版；坊間還有其他大同小異的資料。
- 《百慕達三角：已解開》（The Bermuda Triangle Mystery: Solved），Lawrence David Kusche著，1975年（ISBN 0-87975-971-2）
- 《進入百慕達三角：追蹤世界最大謎團背後的實情》（Into the Bermuda Triangle: Pursuing the Truth Behind the World's Greatest Mystery），Gian J. Quasar著，2004年（ISBN 0-07-142640-X）
- 《失蹤事件的地獄邊緣》（Limbo Of The Lost），John Wallace Spencer著（ISBN 0-686-10658-X）
- 梁科慶小說《Q版特工3百慕達三角》
- 雷克·萊爾頓小說《波西傑克森—妖魔之海》的妖魔之海就是百慕達三角。
- 《生死百慕達》/《世界之謎—少年科幻傳說》，2003
百慕達三角是本作主角們要尋找和歷險的地方。
- (Bermuda triangle) 韓國block B 人氣歌手 Zico ft dean,crush

## 脚注

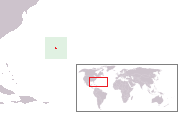
位於百慕達三角一頂點的著名旅遊聖地──百慕達群島

1. ↑  常被誤稱為百慕達三角洲：但該區域並不是江河入海口的三角洲地形，且不合語源，故此为屬積非成是的名詞。

## 外部連結
- Google Maps 百慕達三角地圖
- Skeptic's Dictionary 百慕達三角條目 （页面存档备份，存于） 線上的超自然與偽科學辭典
- 世界地圖集 百慕達三角地圖 （页面存档备份，存于） 地圖及資料
- 美國中央地質調查所的地質學家對於天然氣水合物理論的意見
- 美國地質調查局 天然氣水合物 封面 （页面存档备份，存于）
- 海軍歷史中心 FAQ
- 19號班機的失蹤 FAQ
- 百慕達三角「偽博物館」 （页面存档备份，存于）
- Bermuda Triangle.org Archive.today的存檔，存档日期2012-07-20 關於百慕達三角調查的網站，包括Kusche的評論

25°N 71°W / 25°N 71°W